# Nodalla vartianella
Nodalla vartianella är en insektsart som först beskrevs av U. Aspöck och H. Aspöck 1984.  Nodalla vartianella ingår i släktet Nodalla och familjen Berothidae. Inga underarter finns listade i Catalogue of Life.